# 傾頭龍屬

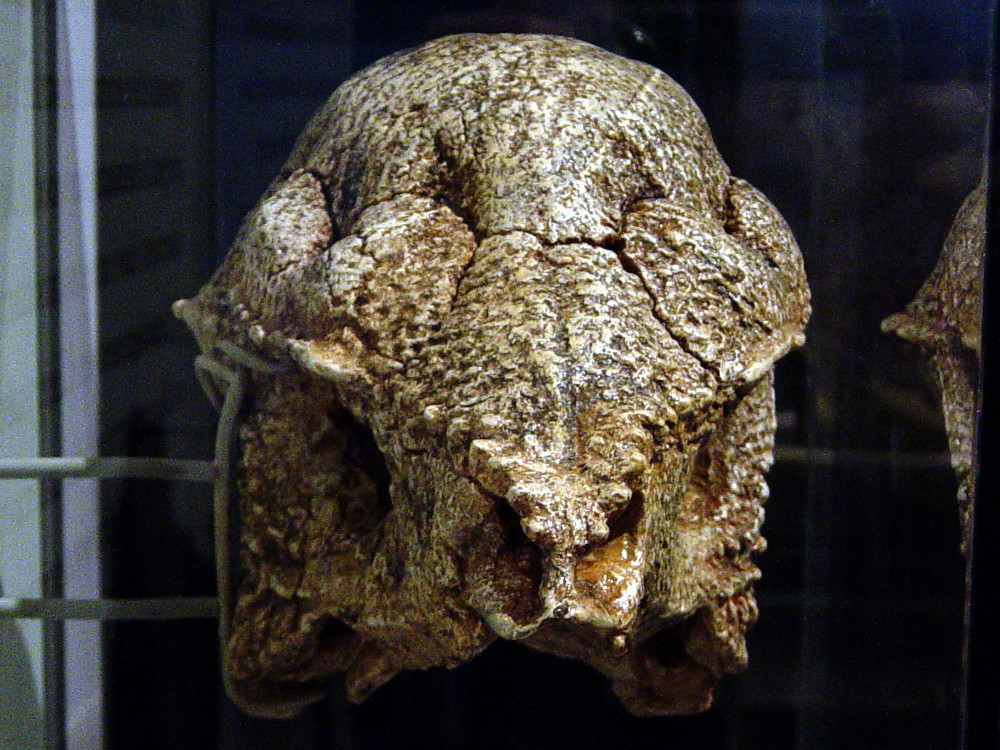
一個展示中的下垂傾頭龍頭骨

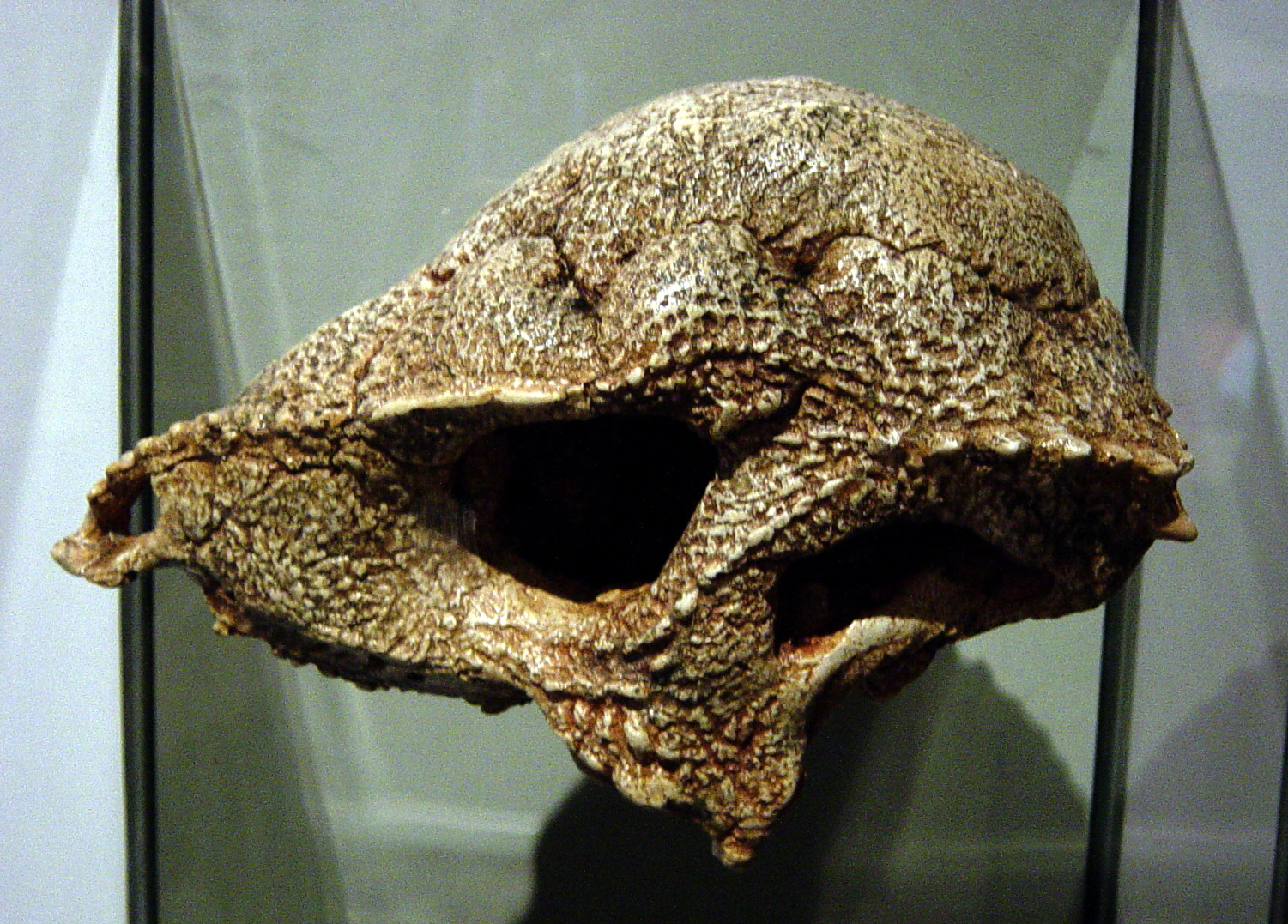
同一頭骨的側面

傾頭龍屬（屬名：Prenocephale）是種小型厚頭龍亚目恐龍，生存於晚白堊紀（坎潘階）的蒙古，並與近親平頭龍有許多類似處。成年傾頭龍可能身長2.4公尺，重達130公斤。不像平頭龍的平坦頭顱，傾頭龍的頭顱是圓而傾斜的。顱骨有一排小型骨刺、骨瘤。根據2010年的最新研究，平頭龍可能是傾頭龍的一個次異名。

## 生理結構
傾頭龍的化石是在1974年出土於蒙古，目前已發現頭顱骨，以及少數其他小骨頭。因此，重建圖經常將傾頭龍描述成，擁有所有其他厚頭龍下目恐龍的基本特徵：龐大的體積、粗短的頸部、短前肢、長後肢。
傾頭龍的近親是平頭龍，但不像平頭龍的平坦頭顱骨，傾頭龍的頭顱骨較圓，像劍角龍般傾斜。牠們的上顳孔（Supratemporal fenestrae）閉合。劍角龍有一對溝從框上/前額到後顱頂，分隔出顱頂前部，但傾角龍沒有這特徵。傾頭龍的尾部具有骨化肌腱，可使尾巴保持僵挺。
在2010年，尼克·朗里奇（Nick Longrich ）等人提出顱頂平坦的厚頭龍類，其實是圓顱頂的厚頭龍類的幼年個體。尼克·朗里奇等人提出，平頭龍其實是傾頭龍的幼年個體或亞成年個體。
圓頭龍也被認為可能就是傾頭龍。如果屬實，傾頭龍將分布於北美洲與蒙古。

## 食性
如同大部分傾頭龍的近親，科學家還不清楚這些恐龍以什麼食物為食。然而傾頭龍的前上頷骨牙齒與嘴口，並不跟牠的近親劍角龍的一樣寬，顯示牠們有不同的進食偏好（可能顯示傾頭龍進食更具選擇性）。大部分古生物學家認為厚頭龍類是草食性動物，以樹葉、水果為食。但厚頭龍類也可能是雜食性動物，以植物與昆蟲為食。 

## 分類
傾頭龍是屬於厚頭龍下目，厚頭龍下目是一個草食性恐龍演化支，生存於晚白堊紀。當首次發現短體傾頭龍（P. brevis）、埃德蒙頓傾頭龍（P. edmontonensis）、以及古德溫傾頭龍（P. goodwini）的時候，牠們被歸類於劍角龍，並未歸類於傾頭龍。
羅伯特·蘇利文（Robert Sullivan）提出短體傾頭龍、埃德蒙頓傾頭龍、以及古德溫傾頭龍三者可形成一個演化支，而亞洲的下垂傾頭龍（P. prenes）目前被視為三者的未確定姐妹分類單元。膨頭龍被認為是傾頭龍演化支的姐妹分類單元。僅發現一個未完整頭顱骨的布仕郝利茨圓頭龍（Sphaerotholus buchholtzae），可能是埃德蒙頓傾頭龍的次同物異名。傾頭龍的共同特徵是鱗狀骨與頂骨上擁有一排明顯的瘤塊。

## 古生态学

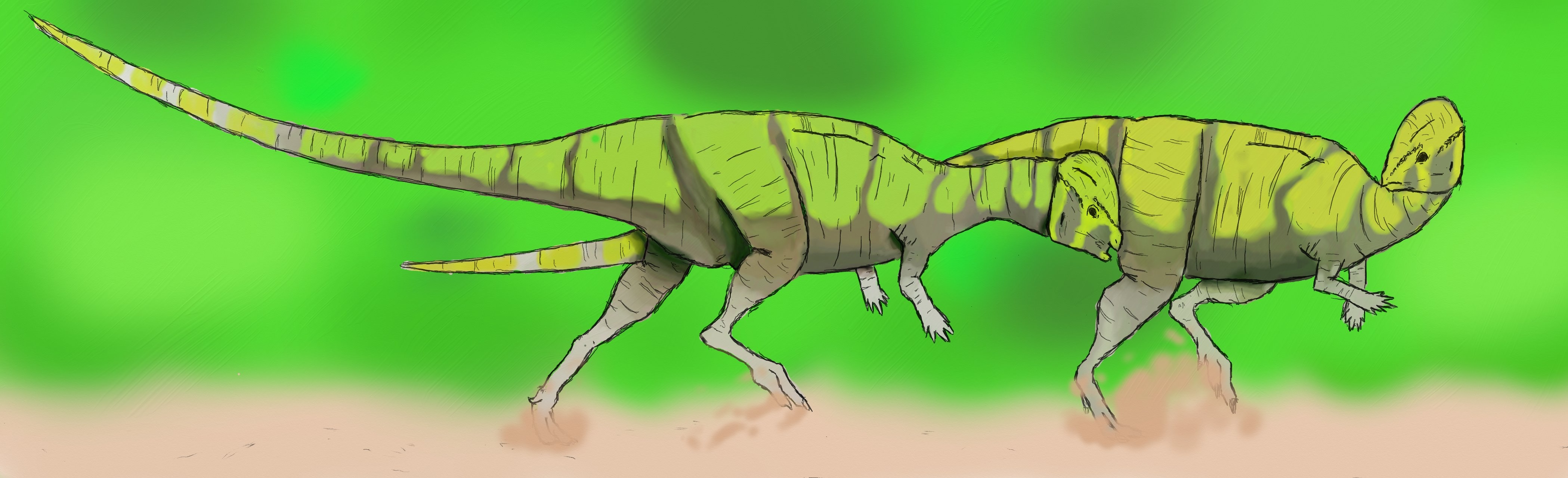
对于头部侧面撞击行为的复原图

如同其近亲一样，科学家仍然未得知倾头龙的食性。然而其不同于剑角龙的窄小的前颌骨和口鼻意味着倾头龙有不同的食性，可能有不同的食性选择。部分科学家认为倾头龙是吃植物及昆虫的杂食动物，而部分科学家亦认为倾头龙和其他厚头龙科是以树叶和果实为食。

## 大眾文化
傾頭龍出現在探索頻道的電視節目《恐龍星球》（Dinosaur Planet），在節目裡，傾頭龍以小群體群居，雄性傾頭龍以頭互相撞擊以求偶，並被迅猛龍所獵食。

## 外部連結
- Revision of the dinosaur Stegoceras[永久]
- 厚頭龍下目
- Dinosaurian Ungulates